# 8305-ös mellékút (Magyarország)
A 8305-ös számú mellékút egy közel 20 kilométer hosszú, négy számjegyű mellékút Veszprém és Győr-Moson-Sopron vármegyék határvidékén; Pápa városát kapcsolja össze az északi szomszédságában fekvő településekkel.

## Nyomvonala
Pápa külterületén, a várostól északra ágazik ki a 83-as főútból, annak a 32+550-es kilométerszelvénye közelében, dél felé. Külső Győri út a települési neve, ez is megerősíti azt a régi térképekről megállapítható tényt, miszerint korábban ez a szakasza a főút városon áthaladó nyomvonalának része volt. 700 méter után éri el a város legészakabbi házait, ahol szinte észrevétlenül délkeleti irányba fordul. 1,3 kilométer után, Pápa vasútállomás térségének északi szélén keresztezi a 10-es számú Győr–Celldömölk-vasútvonal és a már nem üzemelő, 13-as számot viselő Környe–Pápa-vasútvonal vágányait, majd szinte azonnal egy elágazáshoz ér.
Itt elválik a 83-as főút régi nyomvonalától – az innen tovább délnek már csak önkormányzati útként húzódik tovább –, a 8305-ös pedig északkeleti irányban folytatódik, Vaszari út néven. Még a 2. kilométere előtt újból átszeli a megszűnt tatabányai vasút nyomvonalát, majd kilép a város belterületéről. Nagyjából a 3. kilométerétől a Magyar Honvédség pápai bázisrepülőterének létesítményei mellett húzódik, s egyben Nagygyimót határvonalán is, hiszen a reptéri létesítmények legnagyobb része e település területén létesült. Kevéssel a 4. kilométere előtt   újra keresztezi a győri vasútvonalat, egy darabig a vágányok közelében halad, majd lassan eltávolodik azoktól.
Az 5+250-es kilométerszelvénye közelében elhalad Pápa, Nagygyimót és Takácsi hármashatára mellett, innen egy darabig ez utóbbi település területén folytatódik. A község lakott területét azonban messze elkerüli, elágazása se nagyon vezet abba az irányba, leszámítva egy burkolatlan, alsóbbrendű utat, amely a 6+350-es kilométerszelvénynél álló kőkereszttel átellenben indul a falu felé. Nem sokkal a hetedik kilométerét követően az út újból keresztezi a 10-es számú vasútvonalat, majd kevéssel ezután átlép Vaszar közigazgatási területére.
Vaszar belterületét az út nagyjából 8,7 kilométer megtétele után, északkeleti irányban húzódva éri el, közvetlenül előtte még kiágazik belőle nyugat felé a 83 126-os számú mellékút: ez Takácsi északi részével és a 83-as főúttal köti össze Vaszart, illetve segíti Vaszar vasútállomás közúti elérését is. A község házai között az út többször irányt és egyszer nevet is vált: a helyi neve előbb József Attila utca, a központtól északra pedig Fő utca. 10,7 kilométer után kilép a lakott területről, a 13. kilométere táján pedig a következő település, Gecse területére ér.
14,6 kilométer után, egy kisebb vízfolyást áthidalva, nagyjából északi irányban húzódva érkezik meg Gecse házai közé, ahol előbb a Dózsa György utca nevet viseli, majd a központban egy elágazáshoz ér. Északkelet felé innen a 8312-es út ágazik ki, a 8305-ös pedig nyugat felé folytatódik, Kossuth Lajos utca néven. Még egy irány- és névváltása van a községen belül: utolsó belterületi szakasza északi irányban húzódik és a Vasút utca nevet viseli, amíg, nagyjából a 15+600-as kilométerszelvényénél el nem hagyja a belterület északi határát.
Külterületre érve az út hamarosan nyugatabbi irányt vesz, így keresztezi a 17. kilométere előtt, immár negyedszer a győri vasutat, Gecse-Gyarmat vasútállomás térségének déli szélénél, a sorompók elhagyása után pedig hamarosan már a Győr-Moson-Sopron vármegye Téti járásához tartozó Gyarmat területén folytatódik. Úgyszólván egyből belterületek között húzódik, Magyar utca néven; így is ér véget, visszatorkollva a 83-as főútba, annak a 45+550-es kilométerszelvénye táján. Majdnem egyenes folytatása a 8461-es út, amely a betorkollásához képest alig száz méterrel délebbre ágazik ki a főútból nyugat-északnyugat felé, Csikvánd központja irányába.
Teljes hossza, az országos közutak térképes nyilvántartását szolgáló kira.gov.hu adatbázisa szerint 18,734 kilométer.

## Települések az út mentén
- Pápa
- Nagygyimót
- (Takácsi)
- Vaszar
- Gecse
- Gyarmat